# Vidmantas Macevičius
Vidmantas Macevičius (* 5. Juli 1956  in Inta, Republik Komi, Russland) ist ein litauischer liberaler Politiker, bis 2023 Bürgermeister von Mažeikiai und ehemaliger Energie-Vizeminister (2015–2019).

## Leben
Nach dem Abitur an der Mittelschule absolvierte Macevičius ein Diplomstudium am Kauno politechnikos institutas in Kaunas und wurde Elektroingenieur. Ab 1979 war er Elektromonteur im Kraftwerk Mažeikiai, ab 1981 Schichtleiter, 1989 stellvertretender Direktor und 1990  Direktor. 1999 leitete Macevičius  als Generaldirektor die litauische Erdölgesellschaft AB Mažeikių nafta.
2003 arbeitete Macevičius bei AB Rytų skirstomieji tinklai als Filialdirektor in Panevėžys. Von 2010 bis 2014 leitete er das Unternehmen UAB „Kurana“ und 2014  UAB „EKO TERMO“ als Direktor.
Von 2000 bis 2003  und von April 2019 bis April 2023 war Vidmantas Macevičius Bürgermeister der Rajongemeinde Mažeikiai. Ab dem 27. Januar 2015 war Macevičius Vizeminister im Energieministerium Litauens, Stellvertreter von Minister Rokas Masiulis (* 1969)  im Kabinett Butkevičius.  Vom 9. Januar 2017 bis April 2019 war er Stellvertreter des Energieministers Žygimantas Vaičiūnas  im Kabinett Skvernelis. Sein Nachfolger wurde Rytis Kėvelaitis.
Macevičius ist Mitglied der Partei Tvarka ir teisingumas. Von 1999 bis 2003 war er Mitglied von Naujoji sąjunga.
Macevičius ist verheiratet.